# (7123) 1989 TT1
1989 تي تي 1 (ويعرف أيضًا باسم (7123) 1989 تي تي 1 وفق تسمية الكوكب الصغير) (بالإنجليزية: 1989 TT1)‏ هو كويكب ضمن حزام الكويكبات؛ وترتيبه 7123 من حيث الاكتشاف.
اكتُشف هذا الجُرم الفلكي بواسطة Tsutomu Hioki ‏ في 9 أكتوبر 1989.

## وصلات خارجية
- (7123) 1989 TT1 في قاعدة بيانات مختبر الدفع النفاث لأجرام النظام الشمسي الصغيرة

- الاكتشاف · مخطط المدار ·  العناصر المدارية · المعلمات المادية

- (7123) 1989 TT1 على موقع ويكي سكاي: DSS2, SDSS, GALEX, IRAS, Hydrogen α, X-Ray, Astrophoto, Sky Map, Articles and images